# Espacio marino del Baix Llobregat-Garraf
Espacio marino del Baix Llobregat-Garraf este o arie protejată (arie de protecție specială avifaunistică — SPA) din Spania întinsă pe o suprafață de 38.661,35 ha, integral marine.

## Localizare
Centrul sitului Espacio marino del Baix Llobregat-Garraf este situat la coordonatele 41°07′38″N 1°55′22″E / 41.1271°N 1.9229°E.

## Înființare
Situl Espacio marino del Baix Llobregat-Garraf a fost declarat arie de protecție specială avifaunistică în iulie 2014 pentru a proteja 16 specii de animale.

## Biodiversitate
Situată în ecoregiunile marină mediteraneană și mediteraneană, aria protejată nu include niciun habitat protejat.
La baza desemnării sitului se află mai multe specii protejate de  păsări (16): alca (Alca torda), Calonectris diomedea, chirighiță neagră (Chlidonias niger), Hydrobates pelagicus, Hydrocoloeus minutus, Larus audouinii, pescăruș negricios (Larus fuscus), pescăruș-cu-cap-negru (Larus melanocephalus), Larus michahellis, pescăruș râzător (Larus ridibundus), rață neagră (Melanitta nigra), Phalacrocorax aristotelis desmarestii, Puffinus mauretanicus, chiră de baltă (Sterna hirundo), chiră mică (Sternula albifrons), chiră de mare (Thalasseus sandvicensis).